# Marc Guiu
Marc Guiu Paz (Sant Celoni, 4 de enero de 2006) es un futbolista español que juega de delantero en el Sunderland A. F. C. de la Premier League.

## Trayectoria
Nacido en Granollers (Barcelona, España), comenzó su carrera en la Penya Barcelonista Sant Celoni, una peña del Fútbol Club Barcelona. En la temporada 2013-14 fichó por el Barcelona, pasó por la academia de La Masía y fue convocado por primera vez con la absoluta en junio de 2023, antes de los partidos de pretemporada contra el Celta de Vigo y el Vissel Kobe japonés, siendo este último su debut no oficial con el Barcelona, en el que sustituyó en el descanso a Robert Lewandowski.
El 11 de octubre de 2023 volvió a ser convocado con el primer equipo del Barcelona para un partido de liga contra el Granada C. F., aunque finalmente no participó en el encuentro. Ese mismo mes, fue nombrado por el diario inglés The Guardian como uno de los mejores jugadores nacidos en 2006 en todo el mundo. El 22 de octubre marcó en su debut en competición absoluta en una victoria por 1-0 contra el Athletic Club, en el que entró como suplente en el minuto 79 y marcando el gol de la victoria tras sólo 23 segundos sobre el terreno de juego con su primer disparo a puerta.
Después de siete partidos y dos goles con el primer equipo del F. C. Barcelona, en julio de 2024 se incorporó al Chelsea F. C. después de que este pagara su cláusula de rescisión. En su primer año consiguió seis tantos en dieciséis encuentros y ganó la Liga Conferencia de la UEFA y la Copa Mundial de Clubes de la FIFA 2025. Antes del inicio de su segunda temporada en Inglaterra, fue cedido al Sunderland A. F. C.

## Selección nacional
El 24 de octubre de 2023 fue seleccionado en la lista definitiva de José Lana para representar a España en el Mundial sub-17 de Indonesia.

## Estadísticas

### Clubes
Actualizado al último partido disputado el 24 de junio de 2025.
| Club                             | Div.          | Temporada     | Liga  | Liga  | Liga   | Copas nacionales | Copas nacionales | Copas nacionales | Copas internacionales | Copas internacionales | Copas internacionales | Total | Total | Total  |
| Club                             | Div.          | Temporada     | Part. | Goles | Asist. | Part.            | Goles            | Asist.           | Part.                 | Goles                 | Asist.                | Part. | Goles | Asist. |
| -------------------------------- | ------------- | ------------- | ----- | ----- | ------ | ---------------- | ---------------- | ---------------- | --------------------- | --------------------- | --------------------- | ----- | ----- | ------ |
| F. C. Barcelona Atlètic · España | 3.ª           | 2023-24       | 17    | 6     | 4      | ―                | ―                | ―                | ―                     | ―                     | ―                     | 17    | 6     | 4      |
| F. C. Barcelona Atlètic · España | Total club    | Total club    | 17    | 6     | 4      | 0                | 0                | 0                | 0                     | 0                     | 0                     | 17    | 6     | 4      |
| F. C. Barcelona · España         | 1.ª           | 2023-24       | 3     | 1     | 0      | 2                | 0                | 0                | 2                     | 1                     | 0                     | 7     | 2     | 0      |
| F. C. Barcelona · España         | Total club    | Total club    | 3     | 1     | 0      | 2                | 0                | 0                | 2                     | 1                     | 0                     | 7     | 2     | 0      |
| Chelsea F. C. Inglaterra         | 1.ª           | 2024-25       | 3     | 0     | 0      | 2                | 0                | 0                | 11                    | 6                     | 0                     | 16    | 6     | 0      |
| Chelsea F. C. Inglaterra         | Total club    | Total club    | 3     | 0     | 0      | 2                | 0                | 0                | 11                    | 6                     | 0                     | 16    | 6     | 0      |
| Total carrera                    | Total carrera | Total carrera | 23    | 7     | 4      | 4                | 0                | 0                | 13                    | 7                     | 0                     | 40    | 14    | 4      |

### Hat-tricks
| 1 | 19 de diciembre de 2024 | Stamford Bridge, Londres | Chelsea - Shamrock Rovers FC |  | 5 - 1 | Liga Conferencia de la UEFA 2024-25 |

## Palmarés

### Títulos internacionales
| Título                            | Equipo        | Sede           | Año  |
| --------------------------------- | ------------- | -------------- | ---- |
| Liga Conferencia de la UEFA       | Chelsea F. C. | Breslavia      | 2025 |
| Copa Mundial de Clubes de la FIFA | Chelsea F. C. | Estados Unidos | 2025 |